# Новокаланчак
Новокаланчак (на украински: Новокаланчак) е село в южна Украйна, в състава на селски съвет Каланчак в Измаилски район на Одеска област. Населението му според преброяването през 2001 г. е 265 души.

## Население

### Езици
Численост и дял на населението по роден език, според преброяването на населението през 2001 г.:
| Роден език | Численост | Дял (в %) |
| Общо       | 265       | 100.00    |
| Български  | 236       | 89.05     |
| Руски      | 25        | 9.43      |
| Молдовски  | 3         | 1.13      |
| Украински  | 1         | 0.37      |